# Cloone
Cloone is een plaats in het Ierse graafschap Leitrim. De plaats telt 600 inwoners.

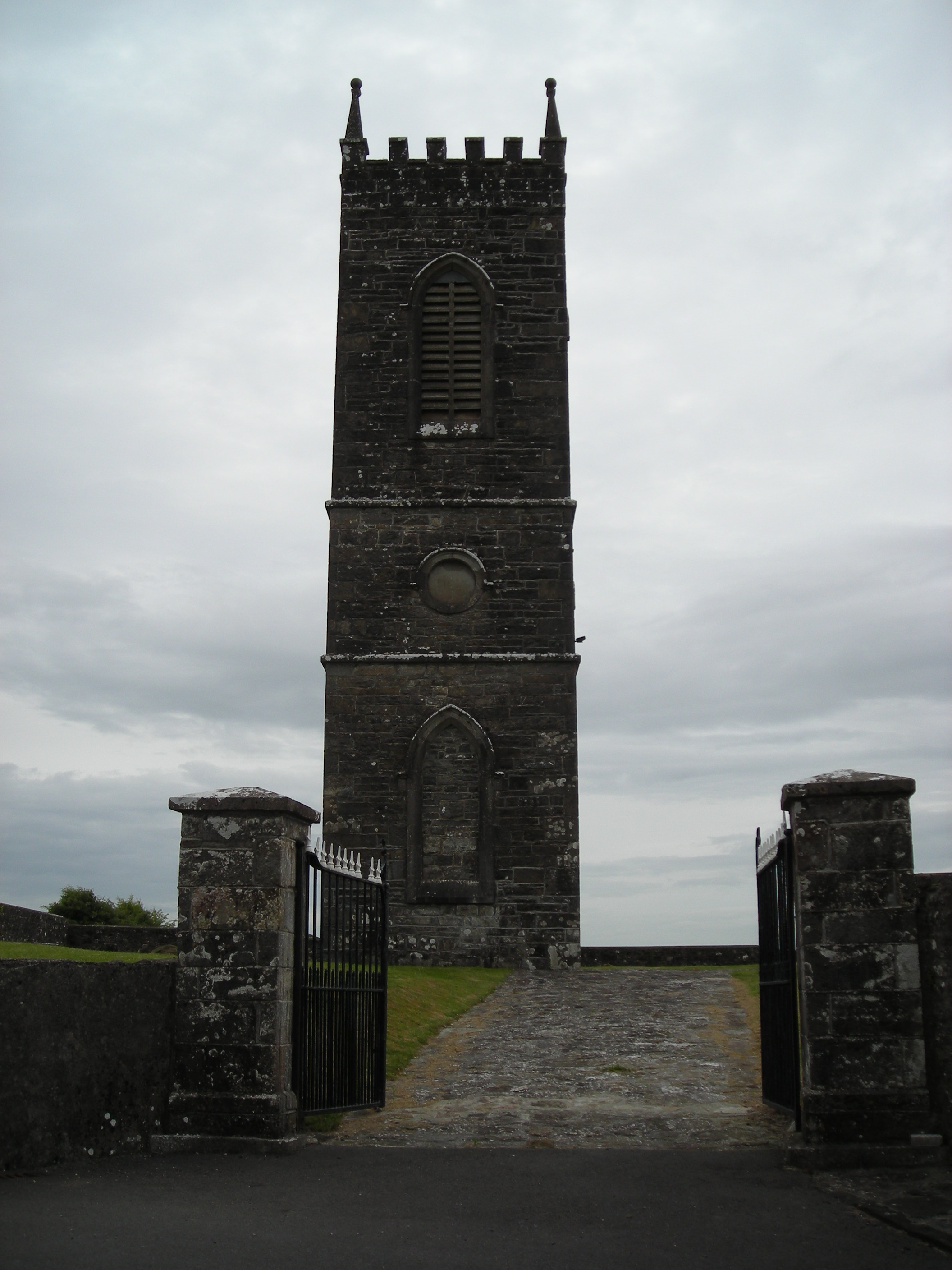
Cloone's kerk